# 4-idrossifenilacetato 3-monoossigenasi
La 4-idrossifenilacetato 3-monoossigenasi è un enzima appartenente alla classe delle ossidoreduttasi, che catalizza la seguente reazione:
4-idrossifenilacetato + NADH + H+ + O2 ⇄ 3,4-diidrossifenilacetato + NAD+ + H2O
L'enzima è una flavoproteina.